# Calendário asteca
O Calendário Asteca é o calendário utilizado pelos astecas, povo que habitou a região do México até meados do século XVI.
O calendário consistia em um ciclo de 365 dias chamado xiuhpōhualli (contagem de anos) e um ciclo ritual de 260 dias chamado tōnalpōhualli (contagem de dias). Esses dois ciclos juntos formaram um "século" de 52 anos, às vezes chamado de "rodada do calendário". O xiuhpōhualli é considerado o calendário agrícola, uma vez que é baseado no sol, e o tōnalpōhualli é considerado o calendário sagrado.

## Contagens

### "Semanas" (Trecenas)
| Trecena     | Deus            | Trecena     | Deus             |
| ----------- | --------------- | ----------- | ---------------- |
| 1 Crocodile | Ōmeteōtl        | 1 Macaco    | Patecatl         |
| 1 Jaguar    | Quetzalcoatl    | 1 Lagarto   | Itztlacoliuhqui  |
| 1 Deer      | Tepēyōllōtl     | 1 Terremoto | Tlazōlteōtl      |
| 1 Flower    | Huēhuecoyōtl    | 1 Cachorro  | Xīpe Totēuc      |
| 1 Reed      | Chalchiuhtlicue | 1 Casa      | Itzpapalotl      |
| 1 Death     | Tōnatiuh        | 1 Urubu     | Xolotl           |
| 1 Rain      | Tlāloc          | 1 Água      | Chalchiuhtotolin |
| 1 Grass     | Mayahuel        | 1 Vento     | Chantico         |
| 1 Snake     | Xiuhtecuhtli    | 1 Águia     | Xōchiquetzal     |
| 1 Flint     | Mictlāntēcutli  | 1 Coelho    | Xiuhtecuhtli     |

### "Anos" (Xiuhpōhualli)
| #   | Tempo de Durán   | Tempo de Sahagún | Festival                         | Símbolo | Tradução                                             |
| --- | ---------------- | ---------------- | -------------------------------- | ------- | ---------------------------------------------------- |
| 1   | Mar 1 – Mar 20   | Fev 2 – Fev 21   | Atlcahualo, Cuauhitlehua         |         | Cessação de água, árvores em ascensão                |
| 2   | Mar 21 – Abr 9   | Fev 22 – Mar 13  | Tlacaxipehualiztli               |         | Ritos de fertilidade; Xipe-Totec ("o esfolado")      |
| 3   | Abr 10 – Abr 29  | Mar 14 – Abr 2   | Tozoztontli                      |         | Perfuração Menor                                     |
| 4   | Abr 30 – Maio 19 | Abr 3 – Abr 22   | Huey Tozoztli                    |         | Perfuração Maior                                     |
| 5   | Maio 20 – Jun 8  | Abr 23 – Mai 12  | Tōxcatl                          |         | Seca                                                 |
| 6   | Jun 9 – Jun 28   | Maio 13 – Jun 1  | Etzalcualiztli                   |         | Comendo Milho e Feijão                               |
| 7   | Jun 29 – Jul 18  | Jun 2 – Jun 21   | Tecuilhuitontli                  |         | Festa menor para os venerados                        |
| 8   | Jul 19 – Ago 7   | Jun 22 – Jul 11  | Huey Tecuilhuitl                 |         | Festa maior para os venerados                        |
| 9   | Ago 8 – Ago 27   | Jul 12 – Jul 31  | Tlaxochimaco, Miccailhuitontli   |         | Nascimento de flores, festa ao falecido reverenciado |
| 10  | Ago 28 – Sep 16  | Ago 1 – Ago 20   | Xócotl huetzi, Huey Miccailhuitl |         | Festa ao falecido reverenciado                       |
| 11  | Set 17 – Oct 6   | Ago 21 – Set 9   | Ochpaniztli                      |         | Varredura e Limpeza                                  |
| 12  | Out 7 – Oct 26   | Set 10 – Set 29  | Teotleco                         |         | Retorno dos deuses                                   |
| 13  | Out 27 – Nov 15  | Set 30 – Out 19  | Tepeilhuitl                      |         | Festa para as montanhas                              |
| 14  | Nov 16 – Dec 5   | Out 20 – Nov 8   | Quecholli                        |         | Pena preciosa                                        |
| 15  | Dez 6 – Dez 25   | Nov 9 – Nov 28   | Pānquetzaliztli                  |         | Levante das bandeiras                                |
| 16  | Dez 26 – Jan 14  | Nov 29 – Dez 18  | Atemoztli                        |         | Descida da água                                      |
| 17  | Jan 15 – Fev 3   | Dez 19 – Jan 7   | Tititl                           |         | Alongamento para o crescimento                       |
| 18  | Fev 4 – Fev 23   | Jan 8 – Jan 27   | Izcalli                          |         | Incentivo para a terra e as pessoas                  |
| 18u | Fev 24 – Fev 28  | Jan 28 – Feb 1   | nēmontēmi (5 day period)         |         | Dias vazios (sem atividades específicas ou feriados) |

### "Séculos" (Xiuhnelpilli)
Os antigos mexicanos contaram seus anos por meio de quatro signos combinados com treze números, obtendo períodos de 52 anos, que são comumente conhecidos como Xiuhmolpilli, um nome popular mas incorreto; a palavra náuatle correta para este ciclo é Xiuhnelpilli. Podemos ver abaixo a tabela com os anos atuais:
| Tlalpilli Tochtli | Tlalpilli Acatl   | Tlalpilli Tecpatl | Tlalpilli Calli   |
| ----------------- | ----------------- | ----------------- | ----------------- |
| 1 tochtli / 1974  | 1 acatl / 1987    | 1 tecpatl / 2000  | 1 calli / 2013    |
| 2 acatl / 1975    | 2 tecpatl / 1988  | 2 calli / 2001    | 2 tochtli / 2014  |
| 3 tecpatl / 1976  | 3 calli / 1989    | 3 tochtli / 2002  | 3 acatl / 2015    |
| 4 calli / 1977    | 4 tochtli / 1990  | 4 acatl / 2003    | 4 tecpatl / 2016  |
| 5 tochtli / 1978  | 5 acatl / 1991    | 5 tecpatl / 2004  | 5 calli / 2017    |
| 6 acatl / 1979    | 6 tecpatl / 1992  | 6 calli / 2005    | 6 tochtli / 2018  |
| 7 tecpatl / 1980  | 7 calli / 1993    | 7 tochtli / 2006  | 7 acatl / 2019    |
| 8 calli / 1981    | 8 tochtli / 1994  | 8 acatl / 2007    | 8 tecpatl / 2020  |
| 9 tochtli / 1982  | 9 acatl / 1995    | 9 tecpatl / 2008  | 9 calli / 2021    |
| 10 acatl / 1983   | 10 tecpatl / 1996 | 10 calli / 2009   | 10 tochtli / 2022 |
| 11 tecpatl / 1984 | 11 calli / 1997   | 11 tochtli / 2010 | 11 acatl / 2023   |
| 12 calli / 1985   | 12 tochtli / 1998 | 12 acatl / 2011   | 12 tecpatl / 2024 |
| 13 tochtli / 1986 | 13 acatl / 1999   | 13 tecpatl / 2012 | 13 calli / 2025   |